# Бачу (Китай)
Бачу (кит. 巴楚镇, пін. Bāchŭ Zhèn) — містечко у КНР, адміністративний центр повіту Маралбаши префектури Кашгар.

## Географія
Бачу розташовується у передгір'ях центрального Тянь-Шаню.

### Клімат
Містечко знаходиться у зоні, котра характеризується кліматом тропічних пустель. Найтепліший місяць — липень із середньою температурою 26.1 °C (79 °F). Найхолодніший місяць — січень, із середньою температурою -7.2 °С (19 °F).
| Клімат Бачу             | Клімат Бачу | Клімат Бачу | Клімат Бачу | Клімат Бачу | Клімат Бачу | Клімат Бачу | Клімат Бачу | Клімат Бачу | Клімат Бачу | Клімат Бачу | Клімат Бачу | Клімат Бачу | Клімат Бачу |
| Показник                | Січ.        | Лют.        | Бер.        | Квіт.       | Трав.       | Черв.       | Лип.        | Серп.       | Вер.        | Жовт.       | Лист.       | Груд.       | Рік         |
| Абсолютний максимум, °C | 7           | 16          | 27          | 32          | 36          | 37          | 42          | 37          | 36          | 30          | 20          | 8           | 42          |
| Середній максимум, °C   | 0           | 6           | 15          | 22          | 26          | 31          | 32          | 30          | 27          | 20          | 10          | 1           | 18          |
| Середня температура, °C | −6          | 0           | 8           | 15          | 19          | 23          | 25          | 23          | 20          | 12          | 3           | −5          | 11          |
| Середній мінімум, °C    | −13         | −7          | 1           | 8           | 12          | 16          | 19          | 17          | 13          | 4           | −4          | −11         | 5           |
| Абсолютний мінімум, °C  | −22         | −15         | −7          | 0           | 2           | 7           | 12          | 10          | 2           | −5          | −16         | −22         | −22         |
| Вологість повітря, %    | 63          | 56          | 38          | 33          | 37          | 36          | 41          | 51          | 47          | 48          | 57          | 70          | 48          |
| ----------------------- | ----------- | ----------- | ----------- | ----------- | ----------- | ----------- | ----------- | ----------- | ----------- | ----------- | ----------- | ----------- | ----------- |
| Джерело: Weatherbase    |             |             |             |             |             |             |             |             |             |             |             |             |             |